# Aegocidnexocentrus tippmanni
Aegocidnexocentrus tippmanni là một loài bọ cánh cứng trong họ Cerambycidae.